# امتياز البيض

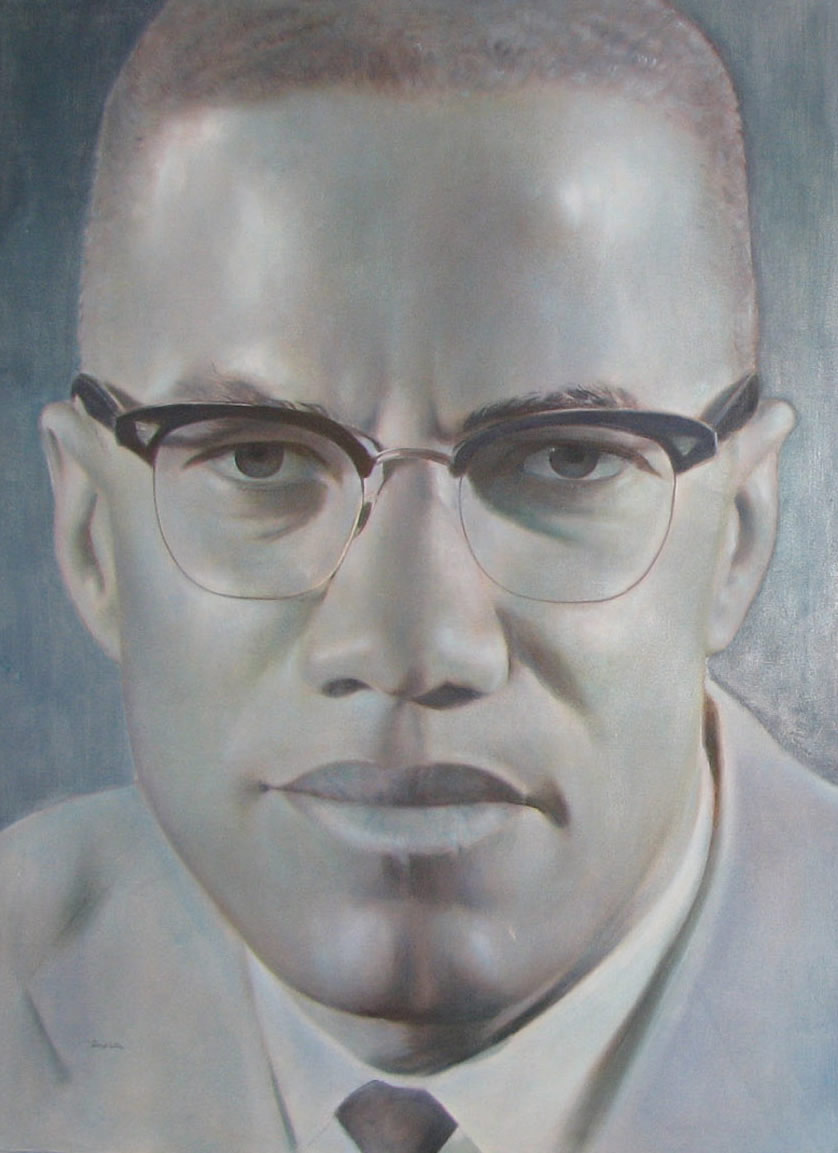

امتياز البيض أوامتياز بيض البشرة هو مصطلح لامتيازات مجتمعية والتي تعود بالنفع على الأشخاص من بيض البشرة في الدول الغربية مقابل عدم المساواة الاجتماعية لمجموعة الأشخاص من غير البيض في ظل نفس الظروف الاجتماعية والسياسية والاقتصادية.
هذه الامتيازات هي غير مكتسبة ويتم توزيعها على أساس قيم المجموعة المهيمنة، حيث أنها في العالم الغربي هي من البيض. وفقًا لماكينتوش ولي فإن بيض البشرة في مجتمع يعتبر ثقافياً جزء من العالم الغربي يتمتعون في مزايا لا يتمتع فيها من غير البيض. وهذا يؤدي إلى جدل حول ما إذا كان ينبغي على الأشخاص من بيض البشرة أن يكونوا قادرين على التمتع بهذه الامتيازات أو لا.
وفقًا لبيغي ماكنتوش (Peggy McIntosh)، يتمتع البيض في المجتمعات الغربية بمزايا لا يلقاها غير البيض كـ «مجموعة غير مرئية من المنافع غير المكتسبة»، ويشير المصطلح إلى كل من المزايا المنفعلة الواضحة والأقل وضوحًا التي قد لا يدركها البيض، مما يميزها عن الانحياز الصريح أو التحيز،  وهذا يشمل التأكيدات الثقافية للقيمة الخاصة بالفرد، بافتراضها لوضع اجتماعي أعلى، وحرية في التنقل والشراء والعمل واللعب والكلام، ويمكن رؤية تأثيرات ذلك في السياقات المهنية والتعليمية والشخصية، وينطوي مفهوم الامتياز الأبيض أيضًا على الحق في افتراض عمومية تجارب المرء، واعتبار الآخرين مختلفين أو غريبين بينما هو طبيعي.
جذب المفهوم الانتباه والمعارضة، إذ يقول بعض النقاد أنّ هذا المصطلح يستخدم مفهوم «البياض-whiteness» كممثل للرتبة الاجتماعية أو كامتياز اجتماعي آخر أو كإلهاء عن المشكلات الأساسية الأعمق لعدم المساواة، ويقول آخرون أنه ليس كذلك، ولكن وجود العديد من الامتيازات الاجتماعية الأخرى المرتبطة به يتطلب تحليلًا معقدًا ودقيقًا، لتحديد كيف يساهم البياض في الامتياز، ويقترح منتقدو مفهوم الامتياز الأبيض أيضًا تعريفات بديلة للبياض وحدود أو استثناءات للهوية البيضاء، معتبرين أن مفهوم الامتياز الأبيض يتجاهل الاختلافات المهمة بين المجموعات السكانية الفرعية والأفراد، ويوحي بأن فكرة البياض لا يمكن أن تكون شاملة لكل الأشخاص البيض، ويشيرون إلى مشكلة الاعتراف بتنوع الأشخاص من حيث اللون والانتماء العرقي، ويقدم النقاد المحافظون المزيد من النقد المباشر للمفهوم؛ كتب شيلبي ستيل: «اليوم... حياة الأقليات لم تعد متعثرة بسبب التحيز أو الامتياز الأبيض»، في حين يقول دافيد ماركوس من صحيفة الفيدرالي، إن هذا المفهوم عقبة في طريق تحقيق مجتمع متساوٍ.
ولوحظ أن «المفهوم الأكاديمي للامتياز الأبيض» يثير في بعض الأحيان التحيّز وسوء الفهم بين البيض، ويرجع ذلك جزئيًا لكيفية دخول مفهوم الامتياز الأبيض بسرعة إلى دائرة الضوء السائد عبر حملات وسائل التواصل الاجتماعي مثل (Black Lives Matter) كما قال كوري واينبورغ الذي يكتب في (Inside Higher Ed)، إن مفهوم الامتياز الأبيض كثيرًا ما يساء تفسيره من قبل غير الأكاديميين لأنه مفهوم أكاديمي انتشر مؤخرًا في الأوساط الشعبية، وقد فوجئ الأكاديميون الذين قابلهم واينبورغ والذين درسوا هذا المفهوم بهدوء لعدة عقود، من العداء الظاهر من قبل النقاد اليمينيين منذ 2014 تقريبًا.

## التعريف
كان تعريف «امتياز البيض» متغيرًا إلى حد ما، ولكن من المتفق عليه عمومًا إشارته إلى المزايا الضمنية أو المنهجية التي يتمتع بها البيض نسبةً لمن تقع عليهم العنصرية؛ هو غياب الشبهة وردود الفعل السلبية الأخرى التي يواجهها المتعرضين للعنصرية؛ إنه الجانب الآخر من العنصرية، وهو مصطلح يستخدم في المناقشات التي تركز على الفوائد التي يجنيها البيض في مجتمع تسود فيه العنصرية ويعتبر البياض أمرًا عاديًا، بدلًا من الضرر الذي يلحق المتعرضين للعنصرية.

## تاريخ المفهوم

### قبل سبعينات القرن العشرين
عرّف دو بويز في كتابه "Black Reconstruction in America" عام 1935، مفهوم «الأجر النفسي» للعمال البيض، وشرح أنّ هذه الحالة الخاصّة قسمت الحركة العمالية بجعل العمال البيض ذوي الأجور المنخفضة يشعرون بأنهم أفضل من العمال السود ذوي الأجور المنخفضة، وقد عرّف دو بويز سيادة البيض كظاهرة عالمية تؤثر على الأوضاع الاجتماعية في جميع أنحاء العالم من خلال الاستعمار، على سبيل المثال، كتب دو بويز:
ومن هذه الرؤية وبإلهام من حركة الحقوق المدنية بدأ ثيودور آلن في عام 1965 تحليلًا لمدة 40 عامًا حول امتياز البيض في الدعوة التي صاغها لهيئة تحث «الأمريكيين البيض الذين يريدون حكومة الشعب» و «من قبل الشعب» على «البدء أولًا برفضهم امتيازات البشرة البيضاء»، وقد نُشر في أواخر الستينات الكتيب "White Blindspot" الذي يحتوي على مقال لآلن وآخر للمؤرخ نويل إغناتيف، يركزون فيه على الكفاح ضد «امتياز البشرة البيضاء»، وهذا أثر بشكل كبير على منظمة «طلاب من أجل مجتمع ديمقراطي (SDS)» وقطاعات اليسار الجديد، وبحلول 15 يونيو 1969 أشارت صحيفة نيويورك تايمز إلى أن (SDS) تدعو لمحاربة شاملة ضد الامتيازات، وفي الأعوام اللاحقة نشر آلن عدة أعمال حول هذا الموضوع.
يذكر آلن في أعماله عدة نقاط: إنّ «العرق الأبيض» ابتُكِر للسيطرة الاجتماعية في المستعمرات الأنجلو أمريكية في أواخر القرن السابع عشر وأوائل القرن الثامن عشر (ولا سيما في فرجينيا وماريلاند)؛ كان العنصر المركزي في هذه العملية هو البورجوازية المزروعة من الطبقة الحاكمة التي تمنح امتيازات «العرق الأبيض» للشعب العامل الأوروبي الأمريكي، وهذه الامتيازات لم تكن فقط ضد مصالح الأمريكيين من أصل أفريقي، بل كانت أيضًا سامة ومدمرة لمصالح العمال؛ هذا التفوق الأبيض المدعوم «بامتياز البشرة البيضاء»، كان بمثابة المؤخر الرئيسي لوعي الطبقة العاملة في الولايات المتحدة، والكفاح من أجل التغيير الاجتماعي الجذري يجب أن يوجه جهودًا أساسيةً في تحدي التفوق والامتياز الأبيض.

### السبعينات حتى بدايات القرن الحالي
استُخدِم مفهوم الامتياز الأبيض داخل الدوائر الراديكالية لأغراض النقد الذاتي من قبل البيض المناهضين للعنصرية، على سبيل المثال، انتقدت مجلة "Lesbian Tide" الحركة النسوية الأمريكية باتهامها بالطبقية وتمييز البيض.
في أواخر الثمانينات، اكتسب هذا المصطلح شعبية جديدة في الأوساط الأكاديمية والعامة بعد مقالة بيغي ماكنتوش لعام 1987 بعنوان "White Privilege: Unpacking the Invisible Knapsack"، وصفت فيه الامتيازات التي يجنيها البيض بحقيبة من المنافع، كما ناقشت فيه العلاقات بين مختلف التسلسلات الهرمية الاجتماعية، بحيث أنّ الاضطهاد في أحدها لا يلغي امتيازًا غير مكتسبٍ في آخر، وفي السنوات اللاحقة، اكتسبت نظرية تقاطع أشكال التمييز أيضًا مكانةً بارزةً، حيث كانت النسويات السود مثل كيمبرلي وليامز كرينشو يجادلن بأنّ النساء السوداوات يعانين من الاضطهاد بسبب امتياز الذكورة بشكل مختلف عن النساء البيض بفضل الامتياز الأبيض، وعامةً لا يزال يُشار لهذا المقال كمؤثر رئيسي من قبل الأجيال اللاحقة من الأكاديميين والصحفيين.
في عام 2003، لاحظ كل من إيلا بيل وستيلا نكومو أنّ «معظم علماء العلاقات العرقية يتبنون استخدام الامتياز الأبيض [المفهوم]»، وقد أشار علماء الاجتماع في مشروع الفسيفساء الأمريكي في جامعة مينيسوتا إلى أنّ «التحيُّز والتمييز [لصالح البيض] يخلقان شكلاً من الامتياز الأبيض» اعتقاد سائد في الولايات المتحدة، ووفقًا لاستطلاع عام 2003، أوكّد ذلك الرأي من قبل 59 ٪ من المجيبين البيض، و 83 ٪ من السود، و 84 ٪ من ذوي الأصول الإسبانية (هسبان).

### عصر وسائل التواصل الاجتماعي
انتقل المفهوم إلى الأوساط الشعبية وبرز بفضل وسائل التواصل الاجتماعي في أوائل العقد الثاني من هذا القرن وخاصةً 2014 حين أصبحت حملة "Black Lives Matter" حركة كبرى، وحين أُضيفت كلمة هاشتاغ "hashtag" إلى معجم "Merriam-Webster".
في الفيلم الوثائقي "White People" الذي أنتجه وأخرجه الفائز بجائزة بوليتزر خوسيه أنطونيو فارغاس، يُصَوَّر لنا مجموعة متنوعة من المراهقين البيض يعبرون عن أفكارهم ومشاعرهم الصادقة حول بياضهم على الكاميرا، بالإضافة إلى آرائهم حول الامتياز الأبيض.
وفي كانون الثاني/ يناير 2016، أصدرت مجموعة الهيب هوب "Macklemore and Ryan Lewis" أغنية "White Privilege II" يناقش فيها عدة مواضيع مرتبطة بامتياز البيض.
وفقًا للكاتب والأكاديمي فريدريك ديبوير، من الشائع الاعتراف الذاتي الطوعي من الأشخاص البيض بالامتياز الأبيض على الإنترنت، وهو ينتقد هذه الممارسة على أنها تعزز احترام الذات ولا تحل أي تفاوت فعلي.

## التطبيقات في النظرية النقدية

### النظرية العرقية النقدية
يدرس المنظرون هذا المفهوم لفحص البناء والتداعيات الأخلاقية لـ «البياض»، وغالبًا ما يكون هناك تداخل بين البياض النقدي والنظريات العرقية، كما يتبين من التركيز على البناء القانوني والتاريخي للهوية البيضاء، ومن استخدام السرد (سواء الخطاب القانوني أو الشهادة أو الرواية) كأداة لكشف أنظمة التسلط العرقي، ومجالات مثل التاريخ والدراسات الثقافية هي المسؤولة في المقام الأول عن المنح التكوينية لدراسات البياض النقدية.
يقول منظرون مثل شيريل هاريس وجورج ليبستز، أنّ «البياض» عولج تاريخيًا بكونه شكل من أشكال الملكية أكثر من كونه خاصية عرقية، وبعبارة أخرى ككيان له قيمة جوهرية يجب أن تكون محمية من قبل المؤسسات الاجتماعية والقانونية، فالقوانين والأعراف المتعلقة بالعرق (من الفصل العنصري وقوانين جيم كرو التي تفصل الأعراق المختلفة قانونًا إلى التحيز الاجتماعي ضد العلاقات بين الأعراق أو المجتمعات المختلطة) تخدم غرض الحفاظ على مزايا وامتيازات معينة للبيض، ولهذا السبب كانت الأفكار الأكاديمية والمجتمعية حول العرق تميل للتركيز فقط على المساوئ التي تعاني منها الأقليات، مع إهمال المنافع العائدة للبيض.

### البياض غير المعلن
من وجهة نظر أخرى، فإن الامتياز الأبيض هو وسيلة لوضع مفاهيم لأوجه عدم المساواة العرقية التي تركز على المزايا التي يجنيها البيض من موقعهم في المجتمع، إضاقةً إلى الأضرار التي تلحق بغير البيض، وهذه الفكرة تذكرها ماكنتوش في كتاباتها: «كشخص أبيض، أدركت تعلمي حول العنصرية كشيء يضع الآخرين بموضع ضرر، لكنني عُلّمت ألا أرى أحد عواقبها الطبيعية، الامتياز الأبيض الذي يضعني بموضع منفعة»، ولتأييد ذلك أشارت لعدد كبير من الأمور التي تبدو فيها مظاهر عدم المساواة العرقية لصالح البيض، من استئجار أو شراء منزل في منطقة معينة دون الشك في الوضع المالي للشخص، حتى شراء ضمادات بلون يتطابق مع لون بشرة الشخص الأبيض.

### إثراء غير عادل
يشير لورانس بلوم بهذا إلى الطريقة التي يستفيد فيها البيض من الظلم الذي يلحق بغيرهم، ويقول أن هذه الامتيازات متجذرة بعمق في الثقافة وأسلوب الحياة الأمريكية.

### الظلم المتجنب
في تحليل بلوم للهيكل الأساسي للامتياز الأبيض، فإن «الظلم المتجنب» هو عندما يعاني شخص ملون من المعاملة غير العادلة بينما الأبيض لا، مثاله على ذلك هو عندما «يوقَف الشخص الأسود من الشرطة دون سبب محدد ولكن الأبيض لا»، بينما امتيازات «الإثراء غير العادل» تلك التي يتجنب بها البيض ظلم الحالة، وبالتالي يستفيدون من ظلم الآخرين، وعلى سبيل المثال، «إذا ركزت الشرطة بشكل كبير على البحث عن منتهكي القانون الأسود، فقد يكونون أقل يقظة تجاه البيض، مانحين منفعة غير عادلة للبيض الذين يخرقون القوانين لكنهم لا يكشفون لهذا السبب».

### امتيازات لا تتعلق بالظلم
يصف بلوم الامتيازات غير المرتبطة بالظلم بالمنافع التي يجنيها الأشخاص لكونهم الأغلبية، أي عندما يكون الأغلبية من البيض، فإنهم سيحصلون على منافع غير مُسْتَحَقة ولكنها غير مبنية على الظلم.

### صياغة اللامساواة العرقية
لوحظ وجود مقاومة لفكرة الامتياز الأبيض في سياق التعليم، وقد يكون ذلك نابعًا من الميل لرؤية عدم المساواة كقضية تخص السود أو اللاتينيين، وكذلك لوحظ أن الطلاب البيض يردون على المناقشات المتعلقة بذلك بعدائية أو بصمت، ووجدت دراسات أخرى أن صياغة القضايا العرقية من ناحية امتيازات البيض قد ينتِج درجة أكبر من الردود المتحيزة عرقيًا من البيض ذوي التعريف العرقي الشديد، وكذلك زيادة مستويات الذنب بين المستجيبين البيض، أي تقديم اللامساواة على أنها ضرر خارجي يُساهم بتجنب أفراد المجموعة المتمتعة بالامتياز التداعيات السلبية لذلك.

### الهشاشة البيضاء
ابتكرت روبن دي انجلو في كتابها الهشاشة البيضاء: لماذا يصعب على الأشخاص البيض التحدث عن العنصرية مصطلح "الهشاشة البيضاء" لتصف من خلاله استجابات الأشخاص البيض الدفاعية عند مواجهتهم بقضايا عرقية تتعلق بالامتيازات البيضاء، وهذا لأنهم قد يشعرون بالتورط الشخصي في ذلك.